# Giancarlo Bertini
Giancarlo Bertini (Roma, 11 aprile 1939) è un ex calciatore italiano, di ruolo portiere.

## Carriera
Conta 124 presenze in Serie B con Reggiana e Taranto e 167 in Serie C con Sanremese, Reggiana e Taranto.

## Palmarès

### Club

#### Competizioni nazionali
- Serie C: 1

Taranto: 1968-1969
Reggiana: Serie C 1963-1964